# Битва при Дрлупе
Битва при Дрлупе (серб. Битка код Дрлупе) — бой между сербскими революционерами под командованием Карагеоргия и дахи (мятежными янычарами) под командованием Аганлии в апреле 1804 года.

## Ход событий
Один из четырёх дахий, правивших в Белградском пашалыке, Аганлия, с отрядом из 400 янычар отправился на встречу с Карагеоргием, чтобы начать мирные переговоры. Но на самом же деле Аганлия собирался напасть на сербских повстанцев. На переговоры Карагеоргий отправился в сопровождении видных соратников и самых способных военачальников, в то время как в окружении Аганлии находилось около двадцати турецких старейшин. Оба войска находились позади своих лидеров на расстоянии половины ружейного выстрела. По словам Гаврило Ковачевича, у Аганлии было 60 янычар и 200 турок. Он прибыл в Сибницу, ниже горы Космай (деревня непосредственно у Дрлупы), где он встретился с отрядом Карагеоргия, чтобы обсудить мирные условия. Сербы, однако, немедленно атаковали . Битва закончилась победой сербов и рассматривается как сигнал к всеобщему восстанию против османского владычества. Дахия Аганлия был ранен в ногу, Станое Главаш — в голову, а Панта из нахии Крагуевац и Йован Джаурович из Барошеваца были убиты.
После сражения сербские повстанцы прошли по всей Шумадии, и Карагеоргий установил прочное сотрудничество с командирами повстанцев в нахии Белграда. Дахии попросили помощи у соседних османских пашей, но все отказались, кроме Османа Пасваноглу. Аганлия вернулся униженным в Белград, что сильно взволновало простых людей (райах), из которых восставшие набрали больше добровольцев, удивив турок-османов, стремившихся подавить восстание.